# Acanthocyclops tokchokensis
Acanthocyclops tokchokensis – gatunek widłonoga z rodziny Cyclopidae, nazwa naukowa gatunku została po raz pierwszy opublikowana w 1991 roku przez południowokoreańskich zoologów Kim Hoon-soo (1923-2015) i Chang Cheon-younga.